# Herbert Huncke
Herbert Edwin Huncke (9. januar 1915 – 8. august 1996) var en sjælden blanding af subkulturel ikon, forfatter, homoseksuel pioner (han deltog i Alfred Kinseys studier), narkoman, almindelig kriminel, ven og fjende af de vigtigste sociale bevægelser i USA i det 20. århundrede. Han førte en bemærkelsesværdig og samtidig kun alt for menneskelig tilværelse, med mange år i fængsel og mange år som forfatter som del af bl.a. beatgenerationen.

## Tidligt liv
Herbert Huncke blev født i Greenfield i staten Massachusetts og voksede op i Chicago. Han var trækkerdreng, var droppet ud af skolen, og en narkoman, der førte en tilværelse som beskrevet i Jack Blacks bog You Can't Win. Bogen – og Hunckes liv – kredsede omkring tilværelsen som lovløs vagabond, hvor man hoppede på togene, der kørte tværs over USA, og hvor man holdt sammen med andre vagabonder fra alle sociale lag. Selvom Huncke senere i sin selvbiografi, Guilty of Everything, beklagede tabet af tilknytningen til familien, siger han, at hans lange fængselsdomme til dels skyldtes den manglende støtte fra familien. Huncke forlod Chicago efter forældrenes skilsmisse. Trods de forestillinger, som den universitetsuddannede beatgeneration havde om Huncke, var hans sociale baggrund lige så meget middelkasse som deres.

## New York og Times Square
Huncke kom til New York i 1939. Han spurgte den mand, som han havde fået et lift af, hvordan han fandt frem til 42nd Street. Han fik at vide, at han bare skulle gå ned af Broadway, så kom han til 42nd Street. Huncke, der altid var velklædt, købte en knaphulsblomst til sin jakke og satte kursen mod 42nd Street. I de næste ti år holdt Huncke fast til på 42nd Street og blev kendt som "Borgmesteren af 42nd Street".
Huncke holdt til på 42nd Street og Times Square, hvor han plejede omgang med alle slags mennesker, bl.a. prostituerede (både kvinder og mænd) og sømænd. Under 2. verdenskrig sejlede Huncke i handelsflåden til havne i Sydamerika, Afrika og Europa. Han gik i land på Normandiets kyst tre dage efter de allieredes invasion.
Om bord på skibene holdt Huncke sin stofmisbrug i skak med morfin fra skibslægen. Da han vendte tilbage til New York, tog han til 42nd Street, og det var efter en af disse ture, at han mødte den på det tidspunkt ukendte forfatter William S. Burroughs, som solgte et afsavet jagtgevær og morfinkapsler. Huncke kunne umiddelbart ikke lide Burroughs, som han troede var politiagent eller fra FBI. Efter at være blevet forsikret om at Burroughs var okay, købte Huncke morfinen, og da Burroughs bad ham om det, gav Huncke ham med det samme en indsprøjtning. På den måde begyndte Burroughs' lange periode med stofmisbrug, og Huncke blev en af hovedpersonerne i Burroughs' første roman, Junkie: Confessions of an Unredeemed Drug Addict, skrevet under pseudonymet Bill Lee. Efter at Huncke havde introduceret både jive-slang og morfin for Burroughs, blev disse elementer centrale i Burroughs' forfatterskab. Huncke var en nær ven af Joan Adams Vollmer Burroughs, Burroughs' samlever, som han delte en forkærlighed for amfetamin med. I slutningen af 1940'erne blev Huncke inviteret til Texas for at dyrke marihuana på Burroughs' gård.
Huncke var biseksuel trækkerdreng, stofmisbruger og indbrudstyv. Hans selvbiografi, Guilty of Everything, foregår i 1940'erne og 1960'erne, men blev først udgivet i 1990'erne. Han var en ikke-voldelig mand og en exceptionel god fortæller.
I 1940'erne deltog Huncke i Alfred Kinseys forskning i den amerikanske mands seksuelle vaner. Han blev interviewet af Kinsey og fik andre narkomaner og venner til at deltage. Huncke havde skrevet, dog uden at få noget udgivet, siden tiden i Chicago, og han følte sig draget af andre skribenter og af musikere. Huncke kom på alle jazzklubberne og var sammen med Billie Holiday, Charlie Parker og Dexter Gordon (som han engang blev anholdt sammen med, da de brød ind i en bil). Da han første gang mødte Allen Ginsberg, Jack Kerouac og William S. Burroughs, var de også interesserede i at skrive og havde heller ikke udgivet noget. De blev inspireret af hans fortællinger om livet på 42nd Street, livet som kriminel, gadeslang og Hunckes erfaringer med stoffer, som han velvilligt introducerede dem til.
Selvom det var hans forkærlighed for tyveri, heroin og et liv uden for loven, der styrede hans daglige aktiviteter, så afslørede han ikke sine venner, når han blev taget af politiet. Allen Ginsberg og nogle andre var på et tidspunkt involveret i et biluheld, da de forsøgte at køre en motorcykelbetjent ned, og Huncke, der slet ikke havde været med, blev arresteret, fordi han boede sammen med Ginsberg, og han fik en streng fængselsdom. "Nogen skulle jo tage skraldet", sagde Huncke år senere.

## Forfatterkarriere
Huncke var som fortæller et naturtalent med en paradoksalt ærlig tilgang til livet. Efter den såkaldte beatgenerations opståen opfordrede mange herfra Huncke til at udgive sine dagbøger, hvilket han gjorde med begrænset succes. Huncke brugte ordet "beat" til at beskrive en person, som lever et hårdt liv uden penge og med kun få fremtidsmuligheder. Det menes, at det var Huncke, der fandt på betegnelsen, der senere kom til at stå for en hel generation. Jack Kerouac påstod dog senere, at "beat" kom af det engelske ord "beatification", dvs. saliggørelse. Man mener dog, at denne definition var et forsvar for beatmåden at leve på, der på det tidspunkt stødte mange i USA.
Huncke døde i 1996. Han havde i en del år boet på Chelsea Hotel i New York City og levede af den hjælp, han fik fra gamle venner. Hans hotelværelse blev betalt af Jerry Garcia fra The Grateful Dead, som Huncke aldrig havde mødt.